# معقل بن سنان الأشجعي
مَعقِلُ بن سِنان بن مظهر الأشجعي الغطفاني، صحابيٌ جليل، أحد القادة الشجعان. كانت معه راية قومه يوم حنين ويوم فتح مكة  في مغازي الواقدي: أنه كان معه رايةُ أشجع يوم حُنين، ومع نعيم بن مسعود رايةٌ أخرى وفيها أن النبي صلى الله عليه وآله وسلم كان بعث أشجع إلى المدينة لغزو مكة". 
سكن الكوفة. وقدم المدينة، وكان موصوفًا بالجمال، فسمع عمر بن الخطاب امرأة تنشد:
فنفاه إلى البصرة، وكان فاضلاً تقياً، وهو الذي روى حديث بَرْوَعَ بنت وَاشِق. وكان ممن خلع يزيد بن معاوية مع أهل المدينة، شهد يوم الحرَّة وقُتِل فيها على يد مسلم بن عقبة المرّي وكانت الحرة في ذي الحجة سنة 63هـ

## نسبه
معقل بن سنان الأشجعي هو معقل بن سنان بن مُظَهّر بن عَرَكي بن فِتيان بن سُبَيع بن بكر بن أشجع بن ريث بن غطفان، ينتمي إلى قبيلة أشجع الغطفانية. ترجم له الطبراني، إلا أنه لم يذكر له نسبًا مفصلًا.
اختلف في كنيته، فقيل أبو عبد الرحمن، وقيل أبو محمد، وقيل أبو زيد، وقيل أبو سنان، كما يُقال: أبو الجراح . 

## روايته للحديث
روى حديث بَرْوَعَ بنت وَاشِق. أَخبرنا إِسماعيل وإِبراهيم وغيرهما بإسنادهم إِلى محمد بن عيسى قال: حدثنا محمود بن غيلان، حدثنا زيد بن الحباب، عن سفيان، عن منصور، عن إِبراهيم، عن علقمة، عن ابن مسعود:«أَنه سُئِل عن رجل تزوّج امرأَة، ولم يفرض لها صداقًا، ولم يدخل بها حتى مات. قال ابن مسعود: لها مثل مهر نسائِها، لا وَكْسَ ولا شَطَط، وعليها العِدَّة، ولها الميراث، فقام معقل بن سنان الأَشجعي فقال: قضى رسول الله صَلَّى الله عليه وسلم في بروع بنت واشق امرأَة منا مثل ما قضيتَ. فَفَرِحَ ابن مسعود».
روى حديثه أَحْمَد وأَبُو دَاوُدَ من طريق عبد الله بن عتبة بن مسعود. قال: أخبرني عبد الله بن مسعود في رجل تزوّج امرأة فمات عنها ولم يدخل بها ولم يفرض لها... الحديث قال: فقام رجل من أشجع، فقال: قضى فينا رسولُ الله صَلَّى الله عليه وسلم بذلك في بَرْوَع بنت وَاشِق، قال: هُلمّ شاهداك على هذا. قال: فشهد أبو سنان والجراح ــ رجلان من أشجع
((أَخبرنا الخطيب عبد الله بن أَحمد بإِسناده عن أَبي داود الطيالسي: حدثنا هشام، عن قتادة، عن خِلاس بن عمرو، وعن عبد الله بن عتبة قال: أُتي عبد الله بن مسعود في امرأَة توفي عنها زوجها ولم يدخل بها ولم يفرض لها، فأَبى أَن يقول فيها شيءًا، فأَتى فيها بعد شهر فقال: اللهم، إِن كان صوابًا فمنك، وإِن كان خطأَ فمني، لها صدقة إِحدى نسائها، ولها الميراث وعليها العدة. فقام رجل من أَشجع فقال: قضى رسول الله صَلَّى الله عليه وسلم فينا بذلك في بَرْوَعَ بنت واشق. فقال: «هَلُمَّ شَاهِدًا لَكِ». فشهد أَبو سنان والجَرَّاح الأَشجعي، رجلان من أَشجع.))
((وَروى عنه الحسن البصري وطائفة من البصريين.)). ((روى عن النبي صلى الله عليه وآله وسلم. وروى عنه مسروق، وجماعة من التابعين، منهم الشعبي، والحسن البصري، يقال: إن روايتهم عنه مرسلة.))
روى عن مَعقِل من أَهل الكوفة: علقمة، ومسروق، والشعبي. وروى عنه من غيرهم: الحسن البصري، وطائفة من المدنيين. أَخرجه الثلاثة يعني: ابن عبد البر، وابن منده، وأبا نعيم. مُظَهّر: بضم الميم، وفتح الظاء المعجمة. وفِتْيان: بالفاء، والتاء فوقها نقطتان، وبعدها ياء تحتها نقطتان.)) أسد الغابة.

## مقتله
كان معقل ممن خَلعَ يزيد بن معاوية مع أَهل المدينة، فقتله مسلم بن عقبة المُرّي لما ظفر بأَهل المدينة يوم الحَرَّة صَبْرًا، وممن قتِل في الحرَّة صبرًا: الفضل بن العباس بن ربيعة ابن الحارث بن عبد المطلب، وأَبو بكر بن عبد اللّه بن جعفر بن أَبي طالب، وأَبو بكر بن عبد الله بن عمر بن الخطاب، ويعقوب بن طلحة بن عبيد اللّه، وعبد اللّه بن زيد بن عاصم، وغيرهم. ولقب أَهل المدينة مسلم بن عقبة بعد الحرة مُسْرِفًا، لما أَسرف في القتل. وكان معقل على المهاجرين، فمما قيل فيه: «أَلاَ تِلْكُـمُ الْأَنْصَـارُ تَبْكِـي سَرَاتَهـا وَأَشْجَـعُ تَبْكِـي مَعْقَـلَ بْـنَ سِنَـانِ».
ويقال: إن الذي باشر قتله نوفل بن مساحق بأمر مسلم بن عقبة؛ حكاه ابن إسحاق.
وجاء في الطبقات الكبرى عنه أنه: شهد الفتح مع النبيّ صَلَّى الله عليه وسلم، وبقي إلى يوم الحَرّة. قال: أخبرنا محمد بن عمر قال: حدّثني عبد الرحمن بن عثمان بن زياد الأشجعي عن أبيه، قال: كان مَعْقِل بن سِنان قد صحب النبيّ صَلَّى الله عليه وسلم، وحمل لواء قومه يوم الفتح. وكان شابًّا طَرِيًّا وبقي بعد ذلك، فبعثه الوليد بن عُتْبة بن أبي سفيان، وكان على المدينة، ببيعة يزيد بن معاوية، فقدم الشام في وفد من أهل المدينة فاجتمع معقل بن سنان ومُسْلِم بن عقبة الذي يُعْرف بمُسْرِف. قال فقال معقل بن سنان لمُسْرِف ـ وقد كان آنَسَه وحادثه إلى أن ذكر معقلُ بن سنان يزيدَ بن معاوية بن أَبي سفيان، فقال: إني خرجتُ كُرْهًا ببيعة هذا الرجل، وقد كان من القضاء والقدر خروجي إليه، رجل يشرب الخمر وينكح الحُرَمَ! ثمّ نال منه فلم يَتّرِك، ثمّ قال لمُسْرِف: أحببتُ أن أضع ذلك عندك، فقال مسرف: أمّا أن أذكر ذلك لأمير المؤمنين يومي هذا فلا والله لا أفعل، ولكنْ لله عليّ عهد وميثاق ألا تُمْكنّي يداي منك ولي عليك مقدرة، إلا ضربتُ الذي فيه عيناك. فلمّا قدم مُسْرِفٌ المدينة وَأوْقَعَ بهم أيّام الحَرّة، كان معقلٌ يومئذٍ صاحبَ المهاجرين فأُتِي به مسرفٌ مأسورًا فقال له: يا معقل بن سنان أعَطشتَ؟ قال: نعم، أصلح الله الأمير، فقال: خَوِّضُوا له شَرْبَةً بِلَوْزٍ، فخاضوها له فشرب فقال له: أشَرِبْتَ ورَويتَ؟ قال: نعم، قال: أما والله لا تَسْتَهِني بها، يا مُفْرج قُمْ فاضْرِبْ عنقه. قال ثمّ قال: اجلس، ثمّ قال لنوفل بن مُساحق: قُمْ فاضرب عنقه، قال فقام إليه فضرب عنقه ثمّ قال: والله ما كنتُ لأدَعَكَ بعد كلامٍ سمعتُه منك تطعن فيه على إمامك. قال فقتله صبرًا. وكانت الحَرّة في ذي الحجّة سنة ثلاث وستّين